# 모리 시게후미
모리 시게후미(일본어: 森 重文, 1951년 2월 23일 ~ )는 일본의 수학자이다. 1990년 일본 교토 대학에서 있었던 세계 수학자 대회에서 필즈상을 받았다. 일본에서 세 번째로 필즈상을 받은 수학자이다. 전공은 대수기하학이며, 3차원 대수다양체의 극소 모델(minimal model)에 대해서 연구하여 혁혁한 업적을 남겼다. 현재도 교토 대학에서 활발히 연구중이다.

## 업적
모리의 필즈상 수상 업적인, 3차원 대수 다양체의 최소 모형 이론을 간단하게 설명하자면 다음과 같다.
- 1차원 대수 다양체, 즉, 대수 곡선의 경우에는, 주어진 함수체에 대해서 유일한 비특이 모형이 존재한다는 것을 쉽게 증명할 수 있다.
- 2차원 대수 다양체, 즉, 대수 곡면의 경우, 주어진 함수체에 대해서 유일하지는 않으나, 비특이 최소 모형이 존재한다는 것이 대수 곡면 이론에서 가장 중요하고도 기본적인 결과이다. 대수 곡면의 최소 모형을 찾아가는 과정에 따라서 대수 곡면을 크게, 유리 곡면, 선직면(ruled surface), 그리고 일반형 곡면(surfaces of general type), 이렇게 3가지로 분류한다. 유리 곡면과 선직면의 경우에는 최소 모형이 유일하지는 않으나 완벽하게 모든 최소 모형들을 알 수 있다. 일반 대수 곡면의 경우에는 최소 모형을 모두 다 알지는 못하지만, 대신, 각각의 쌍유리 동치류에 대해서 유일한 최소 모형이 존재한다는 것을 알 수 있다. 이렇게 모든 최소 모형들을 다 알게 되면, 나머지의 모든 대수 곡면들은 최소 모형들에서 유한번 점에 대한 부풀리기 과정을 거쳐서 얻어낼 수 있게 되어, 사실은, 모든 비특이 대수 곡면은 모두 분류해 낼 수 있다.
- 3차원 대수 다양체에서 처음으로 수학자들이 부닥친 문제는, 3차원 비특이 대수다양체들의 쌍유리 동치류 안에서 최소 모형을 찾으려고 할 경우, 최소 모형이 존재하지 않는 경우가 있다는 것이었다. 이 때문에 1, 2차원에서 해결된 문제가 3차원에서는 큰 난관에 부닥치게 되었다. 이때 모리가 생각해 낸 것은 바로, '비특이 3차원 대수 다양체들'안에서만 이것을 찾으려고 하지 말고, '적당히 좋은' 특이점을 가지는 것이 허락된 그러한 확장된 3차원 대수 다양체들의 모임 안에서 최소 모형을 찾으려고 시도할 경우에는, 최소 모형이 실제로 존재한다는 것이었다. 이 방법은 아주 효과적으로 통했고, 3차원 대수 다양체의 분류에 혁혁한 결과들을 남겼다.

이후, 고차원 다양체에서도 최소 모형을 찾으려는 노력들을 통칭하여 모리 이론 혹은 모리 프로그램이라고 부르게 되었다.

## 참고 문헌
- O’Connor, John J.; Robertson, Edmund F. (2009년 9월). “모리 시게후미”. 《MacTutor History of Mathematics Archive》 (영어). 세인트앤드루스 대학교.
- “모리 시게후미”. 《수학 계보 프로젝트》 (영어). 미국 수학회.